# Шевченково (Никопольский район)
Шевченково (укр. Шевченкове) — село в Никопольском районе Днепропетровской области (Украина). Административный центр Шевченковского сельского совета.
Код КОАТУУ — 1222986901. Население по переписи 2001 года составляло 453 человека.

## Географическое положение
Село находится на берегу реки Базавлук. В 3 км выше по течению расположено село Лошкарёвка, в 1 км ниже по течению расположено село Крутой Берег,Слева 1 км находится село Максимовка

## История
Населенный пункт основан после 1775 года.
В 1790 году на Плане генерального межевания Екатеринославского уезда Екатеринославской губернии упоминается сельцо Шараповское.
В 1812 году, на момент проведения Генерального межевания, земля в сельце Шераповском принадлежала генеральше Екатерине Петровне Петерсоновой и ее сыну, коллежскому регистратору Ивану Ивановичу Петерсонову. По предшествующей ревизии, в их имении было 99 крестьянских душ мужского пола.
В 1859 году деревня Марьин-Дар (Шараповка) помещиков Ломаковских состояла из 28 дворов и 167 жителей: 87 мужчин и 80 женщин.
В 1866 году на другом берегу Бузулука была основана колония немецких меннонитов Эйгенгрунд-Шараповка (Eichengrund-Scharapowka).
В 1880 году, на момент проведения Специального межевания, землей владели:
- в сельце Шераповском — надворная советница Ангелина Григорьевна Нечаева, ей принадлежало 275 десятин земли;
- в деревне Шераповке и сельце Шераповском — крестьяне-собственники этой деревни, им принадлежало 183 десятины земли.

В 1911 году деревня Марьянодаровка (Шараповка) входила в состав Лошкаревской волости Екатеринославского уезда Екатеринославской губернии. В населенном пункте было 74 двора и 484 жителя: 240 мужчин и 244 женщины.
В 1913 году в церкви во имя равноапостольных Константина и Елены села Лошкаровки было 387 прихожан из деревни Марьиного-дара.
В Советское время деревня преобразована в поселок и переименована в честь Тараса Шевченко.

## Объекты социальной сферы
- кола, Сельский Клуб, Стадион,

## Религия
- Православный храм в честь иконы Божией Матери «Спорительница хлебов»
- Православний храм в честь преп. Серафима Саровского